# Лагрене, Жан-Жак
Жан-Жак Лагрене́, Лагрене Младший (фр. Jean-Jacques Lagrenée, Lagrenée Le Jeune; 18 сентября 1739, Париж — 13 февраля 1821, Париж) — французский живописец, гравёр. Автор композиций на аллегорические, мифологические и библейские сюжеты; занимался монументальной живописью. Младший брат художника Луи Лагрене.

## Биография
Младший брат и ученик Лагрене Старшего. Получив в 1760 году второстепенную премию от парижской академии художеств, совершил поездку в Рим. В том же году, вслед за братом, отправился в Россию по приглашению И. И. Шувалова, но оставался там недолго. С 1763 по 1769 год путешествовал по Италии.
30 июня 1775 года был принят в Королевскую Академию Художеств, выполнив работу «Зима» на потолке Галереи Аполлона в Лувре. В 1776 году был назначен доцентом Академии, а в 1781 году — профессором. Написав значительное количество исторических, аллегорических и жанровых картин, он, в середине своей художественной карьеры, пристрастился к особому роду декоративного искусства — к инкрустации на мраморе, дереве и стекле разноцветных изображений архитектурных мотивов, ваз, фризов и арабесок в античном вкусе. С 1771 по 1814 гг. регулярно участвовал в выставках Салона. Свой талант декоратора он в полной мере проявил, став директором Севрской мануфактуры и выполняя рисунки для её изделий. Наиболее удачно ему удавались мотивы и узоры этрусских ваз, арабески, выполненные на холсте, дереве, стекле и мраморе.

## Творчество
Наиболее известные работы Лагрене:
- расписные потолки «Зима» в галерее Аполлона в Лувре и «Аполлон среди Граций и Муз», Версаль, театр Трианона;

картины:
- «Меланхолия» (Лувр, Париж),
- «Святой Иоанн в пустыне», 1783 (Музей изящных искусств, Гренобль),
- «Святое семейство на пути в Египет», 1775 (Музей изящных искусств, Ренн)[1]

В России:
1. Гравюра «Императрица Елизавета Петровна — покровительница искусств» в собрании ГМИИ им. Пушкина[2]
2. Полотно «Елена, узнающая Телемаха (сына Одиссея)» в коллекции Государственного Эрмитажа[3]
3. Серия из четырёх картин по мотивам поэмы Овидия «Метаморфозы» в собрании Музея частных коллекций Международного Института Антиквариата[4], входящего в состав ASG Инвестиционной группы компаний[5].